# Мазурок Олег Сергійович
Олег Сергійович Мазурок (нар. 27 серпня 1937, Потуржин, Люблінське воєводство, Польська Республіка) — український історик, доктор історичних наук (1988), професор (1990).

## Біографія
Народився 27 серпня 1937 в селі Потуржин, на польсько-українському етнічному пограниччі. Після Другої світової війни, в ході проведення операції «Вісла», Олега Мазурка переселили із Холмщини на територію УРСР, спочатку в Херсонську, а потім в Рівненську область, в село Сатиїв. Завершив Ужгородський національний університет (1956–1961). Одружився зі студенткою Маргаритою Морозовою (1961). З нею сім років учителював в Тячівському районі. 
Спочатку Мазурок працював учителем історії і соціології Усть-Чорнянської середньої школи, а пізніше директором місцевої вечірньої школи. З вересня 1968 до кінець січня 2022 — педагог історичного факультету Ужгородського національного університету. У 1987-1988 – завідувач кафедри історії УРСР. 

## Наукова діяльність
В 1972 став першим істориком, який захистив дисертацію кандидата наук в Ужгороді.
У 1972 захистив кандидатську дисертацію „Економічні і культурні зв’язки західноукраїнських земель з Наддніпрянщиною та Росією в другій половині XIX ст.”, а в 1987 – докторську „Соціально-економічний розвиток міст на західноукраїнських землях доби імперіалізму”. 
Мазурок – автор понад 160 наукових, науково-популярних та навчально-методичних публікацій, в тому числі – 5 монографій. Основні напрями наукових пошуків і студій: економічні та культурні зв’язки західноукраїнських земель з Наддніпрянською Україною та Росією в другій половині XIX – на поч. ХХ ст.; соціально-економічний і культурний розвиток міст регіону Українських Карпат у другій половині XIX – на поч. ХХ ст.: актуальні питання регіонального краєзнавства; виявлення, вивчення і публікація джерел з історії, етнографії та історіографії Закарпаття. .
У 2015 році об'єктами критики з боку цього професора стали недобросовісні, на його думку, автори з Закарпаття: Данилюк Дмитро Дмитрович, та Данилець Юрій Васильович, про яких згадано в його книзі: "Чому мовчать сурми Кліо? Анатомія фальсифікації історії та історіографії Закарпаття". - Ужгород, 2015.

## Цікаві факти
- В студентські роки одним з його вчителів був Федір Потушняк.

## Книги
1. Економічні зв'язки Східної Галичини, Північної Буковини і Закарпаття з Україною и Росією в другій половині XIX ст. / МВ і ССО УРСР. Ужгор. держ. ун-т. - Ужгород, 1971. - 27 с.
2. Єдність збережена і примножена / упоряд. О. С. Мазурок ; Ю. Ю. Сливка , В. 6. Задорожний , Я. Д. Ісаєвич та ін . — Ужгород : Карпати , 1982
3. Зоря незгасна / В. Є. Задорожний, О. С. Мазурок, І. Г. Шульга. - Ужгород : Карпати, 1986.
4. Города западноукраинских земель эпохи империализма: Соц.-экон. аспект. - Львов : Свит, 1990. - 153, [2] с.
5. Юрій Жаткович як історик та етнограф. – Ужгород: 2001 – 292 с.
6. Володимир Вернадський про Угорську Русь. Ужгород, 2003
7. Володимир і Георгій Вернадські про Угорську Русь / упоряд. О. С. Мазурок ; Ужгородський національний ун-т. Історичний факультет. Кафедра нової і новітньої історії та історіографії. - Ужгород : Мистецька Лінія, 2009. -
8. «...Історію угро-русів, якщо брати до уваги вимоги сучасної історіографії, досі не написано...». Ужгород, 2009
9. Вчені Росії про Закарпаття : із карпатознавчої спадщини / М-во освіти і науки України, Ужгородський нац. ун-т, Каф. нової і новітньої історії та історіографії ; упоряд., підгот. текстів, передмова та приміт. О. С. Мазурка та І. О. Мандрика. - Ужгород : Ужгородська міська друкарня, 2009. - 518, [1] с.
10. «...Найбільш учений і найбільш компетентний в етнографічних справах священик-русин у цілій Угорщині» (До 155-річчя від дня народження Юрія Жатковича) — Ужгород: Карпатська Вежа, 2010.
11. Орест Сабов та його книга про угорських русинів. Ужгород, 2010
12. Міста Східної Галичини, Північної Буковини і Закарпаття у другій половині XIX - на початку XX століть (1848-1918 рр.). Етносоціальний та економічний аспекти [Текст] : [монографія] : у 2 т. / Олег Мазурок ; ДВНЗ "Ужгород. нац. ун-т", Іст. ф-т, Каф. нової і новіт. історії та історіографії. - Ужгород : Карпатська Вежа, 2012 . Т. 1 : Етносоціальний розвиток міст. - 2012. - 685 с.
13. Чому мовчать сурми Кліо? Анатомія фальсифікації історії та історіографії Закарпаття. Ужгород, 2015
14. Костянтин Матезонський - дядько Михайла Драгоманова? [Текст] / Олег Мазурок ; Ужгород. нац. ун-т, Іст. ф-т, Каф. нової і новіт. історії та історіографії. - Ужгород : РІК-У, 2021.